# آرتور تی. گریگوریان

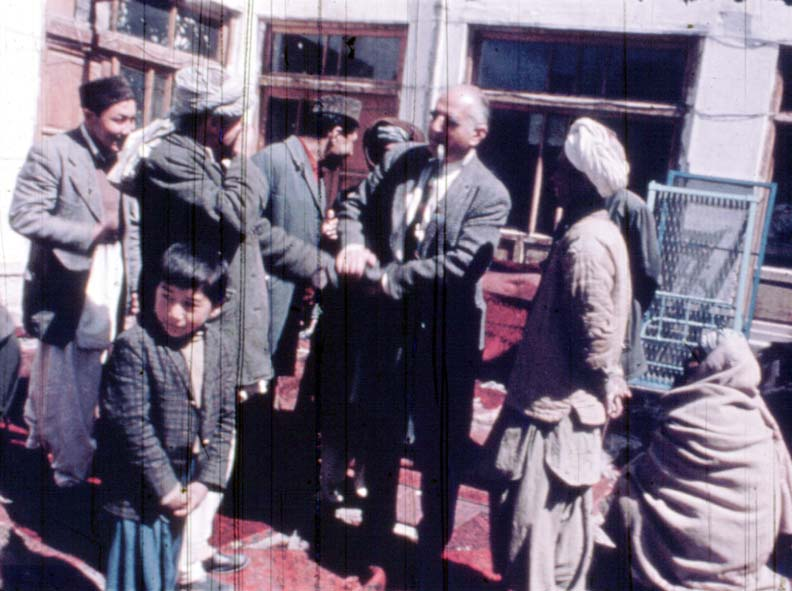

آرتور تی. گریگوریان (انگلیسی: Arthur T. Gregorian؛ ۱۹۰۹ – ۱۴ ژانویه ۲۰۰۳) دلال فرش گلبافت در بوستون بزرگ و مؤلف کتاب‌های دربارهٔ فرش‌های گلبافت بود.

## زندگی‌نامه
گریگوریان تاریخ دقیق تولد خویش را نمی‌دانست. اما وی در شهر ریحان‌آباد در ساحل غربی دریاچه ارومیه در استان آذربایجان غربی ایران از والدینی ارمنی به دنیا آمد و در تاریخ ۱۴ ژانویه ۲۰۰۳ در کنکورد، ماساچوست درگذشت.